# Tridenchthonius gratus
Tridenchthonius gratus es una especie de arácnido del orden Pseudoscorpionida de la familia Tridenchthoniidae.

## Distribución geográfica
Se encuentra en Jamaica.